# Arthur Cissé
Arthur Cissé, född 29 december 1996, är en friidrottare från Elfenbenskusten. Han deltog vid olympiska sommarspelen 2020.